# Vangelis Pavlidis
Vangelis Pavlidis (tiếng Hy Lạp: Βαγγέλης Παυλίδης, sinh ngày 21 tháng 11 năm 1998) là một cầu thủ bóng đá chuyên nghiệp người Hy Lạp hiện đang thi đấu ở vị trí tiền đạo cho câu lạc bộ Benfica tại Primeira Liga và Đội tuyển bóng đá quốc gia Hy Lạp.

## Sự nghiệp câu lạc bộ

### Benfica
Vào ngày 1 tháng 7 năm 2024, Pavlidis gia nhập đội bóng Primeira Liga là Benfica theo một thỏa thuận cố định với hợp đồng 5 năm với câu lạc bộ, với mức phí chuyển nhượng là 18 triệu euro cộng với 2 triệu euro tiền phụ phí và điều khoản bán lại 10% có lợi cho AZ Alkmaar.
Pavlidis đã chơi trận ra mắt chính thức cho Benfica trong trận thua 2–0 trước Famalicão vào ngày 11 tháng 8 năm 2024. Anh ghi bàn thắng đầu tiên cho câu lạc bộ trong chiến thắng 3–0 trước Casa Pia ba ngày sau đó.

## Sự nghiệp quốc tế
Vào ngày 29 tháng 8 năm 2019, Pavlidis được huấn luyện viên John van 't Schip triệu tập lần đầu tiên vào đội tuyển quốc gia Hy Lạp cho các trận vòng loại Euro 2020 gặp Phần Lan và Liechtenstein. Vào ngày 10 tháng 10 năm 2024, anh lập một cú đúp vào lưới Anh trong chiến thắng 2–1 trên sân khách tại Nations League để giúp Hy Lạp giành chiến thắng đầu tiên trước đội tuyển quốc gia Anh. Trong màn ăn mừng bàn thắng của mình, anh đã bày tỏ lòng tri ân sâu sắc tới người đồng đội mới qua đời của mình ở đội tuyển quốc gia là George Baldock, người đã qua đời vào ngày hôm trước, với việc giơ cao chiếc áo đấu có tên Baldock trên đó.

## Đời tư
Pavlidis sinh ra ở Thessaloniki, nhưng cha mẹ anh đến từ làng Katachas ở Pieria. Em trai anh, Vasilios Pavlidis (sinh năm 2002), cũng là một cầu thủ bóng đá.

## Thống kê sự nghiệp

### Câu lạc bộ
Tính đến 2 tháng 10 năm 2024
| Câu lạc bộ           | Mùa giải            | Giải vô địch        | Giải vô địch | Giải vô địch | Cúp quốc gia | Cúp quốc gia | Cúp Liên đoàn | Cúp Liên đoàn | Châu lục | Châu lục | Tổng cộng | Tổng cộng |
| Câu lạc bộ           | Mùa giải            | Hạng đấu            | Trận         | Bàn          | Trận         | Bàn          | Trận          | Bàn           | Trận     | Bàn      | Trận      | Bàn       |
| -------------------- | ------------------- | ------------------- | ------------ | ------------ | ------------ | ------------ | ------------- | ------------- | -------- | -------- | --------- | --------- |
| VfL Bochum           | 2015–16             | 2. Bundesliga       | 1            | 0            | 0            | 0            | —             | —             | —        | —        | 1         | 0         |
| VfL Bochum           | 2016–17             | 2. Bundesliga       | 3            | 0            | 0            | 0            | —             | —             | —        | —        | 3         | 0         |
| VfL Bochum           | 2017–18             | 2. Bundesliga       | 0            | 0            | 0            | 0            | —             | —             | —        | —        | 0         | 0         |
| VfL Bochum           | Tổng cộng           | Tổng cộng           | 4            | 0            | 0            | 0            | —             | —             | —        | —        | 4         | 0         |
| Borussia Dortmund II | 2017–18             | Regionalliga West   | 17           | 5            | —            | —            | —             | —             | —        | —        | 17        | 5         |
| Borussia Dortmund II | 2018–19             | Regionalliga West   | 15           | 2            | —            | —            | —             | —             | —        | —        | 15        | 2         |
| Borussia Dortmund II | Tổng cộng           | Tổng cộng           | 32           | 7            | —            | —            | —             | —             | —        | —        | 32        | 7         |
| Willem II            | 2018–19             | Eredivisie          | 14           | 5            | 3            | 1            | —             | —             | —        | —        | 17        | 6         |
| Willem II            | 2019–20             | Eredivisie          | 25           | 11           | 3            | 2            | —             | —             | —        | —        | 28        | 13        |
| Willem II            | 2020–21             | Eredivisie          | 34           | 12           | 1            | 0            | —             | —             | 2        | 2        | 37        | 14        |
| Willem II            | Tổng cộng           | Tổng cộng           | 73           | 28           | 7            | 3            | —             | —             | 2        | 2        | 82        | 33        |
| AZ                   | 2021–22             | Eredivisie          | 37           | 18           | 4            | 3            | —             | —             | 10       | 4        | 51        | 25        |
| AZ                   | 2022–23             | Eredivisie          | 25           | 12           | 2            | 1            | —             | —             | 13       | 9        | 40        | 22        |
| AZ                   | 2023–24             | Eredivisie          | 34           | 29           | 2            | 1            | —             | —             | 10       | 3        | 46        | 33        |
| AZ                   | Tổng cộng           | Tổng cộng           | 96           | 59           | 8            | 5            | —             | —             | 33       | 16       | 137       | 80        |
| Benfica              | 2024–25             | Primeira Liga       | 7            | 2            | 0            | 0            | 0             | 0             | 2        | 0        | 9         | 2         |
| Tổng cộng sự nghiệp  | Tổng cộng sự nghiệp | Tổng cộng sự nghiệp | 212          | 96           | 15           | 8            | 0             | 0             | 37       | 18       | 264       | 122       |

1. ↑  Bao gồm KNVB Cup và Taça de Portugal
2. ↑  Bao gồm Taça da Liga
3. ↑  Ra sân tại UEFA Europa League
4. ↑  Ra sân hai lần tại UEFA Europa League, ra sân tám lần và bốn bàn thắng tại UEFA Europa Conference League
5. 1 2  Ra sân tại UEFA Europa Conference League
6. ↑  Ra sân tại UEFA Champions League

### Quốc tế
Tính đến 10 tháng 10 năm 2024
| Đội tuyển quốc gia | Năm       | Trận | Bàn |
| ------------------ | --------- | ---- | --- |
| Hy Lạp             | 2019      | 5    | 1   |
| Hy Lạp             | 2020      | 5    | 0   |
| Hy Lạp             | 2021      | 11   | 4   |
| Hy Lạp             | 2022      | 6    | 1   |
| Hy Lạp             | 2023      | 9    | 0   |
| Hy Lạp             | 2024      | 5    | 2   |
| Tổng cộng          | Tổng cộng | 41   | 8   |

#### Bàn thắng quốc tế
Tỷ số và kết quả liệt kê bàn thắng của Hy Lạp được để trước, cột tỷ số cho biết tỷ số sau mỗi bàn thắng của Pavlidis.
| # | Ngày                 | Địa điểm                                  | Trận | Đối thủ              | Bàn thắng | Kết quả | Giải đấu                                 |
| - | -------------------- | ----------------------------------------- | ---- | -------------------- | --------- | ------- | ---------------------------------------- |
| 1 | 15 tháng 10 năm 2019 | Sân vận động Olympic, Athens, Hy Lạp      | 3    | Bosna và Hercegovina | 1–0       | 2–1     | Vòng loại UEFA Euro 2020 (Bảng J)        |
| 2 | 28 tháng 3 năm 2021  | Sân vận động Toumba, Thessaloniki, Hy Lạp | 11   | Honduras             | 1–0       | 2–1     | Giao hữu                                 |
| 3 | 28 tháng 3 năm 2021  | Sân vận động Toumba, Thessaloniki, Hy Lạp | 11   | Honduras             | 2–1       | 2–1     | Giao hữu                                 |
| 4 | 1 tháng 9 năm 2021   | St. Jakob-Park, Basel, Thụy Sĩ            | 15   | Thụy Sĩ              | 1–1       | 1–2     | Giao hữu                                 |
| 5 | 8 tháng 9 năm 2021   | Sân vận động Olympic, Athens, Hy Lạp      | 17   | Thụy Điển            | 2–0       | 2–1     | Vòng loại FIFA World Cup 2022            |
| 6 | 9 tháng 6 năm 2022   | Sân vận động Panthessaliko, Volos, Hy Lạp | 26   | Síp                  | 2–0       | 3–0     | UEFA Nations League 2022–23 (Hạng đấu C) |
| 7 | 10 tháng 10 năm 2024 | Sân vận động Wembley, Luân Đôn, Anh       | 41   | Anh                  | 1–0       | 2–1     | UEFA Nations League 2024–25 (Hạng đấu B) |
| 8 | 10 tháng 10 năm 2024 | Sân vận động Wembley, Luân Đôn, Anh       | 41   | Anh                  | 2–1       | 2–1     | UEFA Nations League 2024–25 (Hạng đấu B) |